# Wacken Open Air

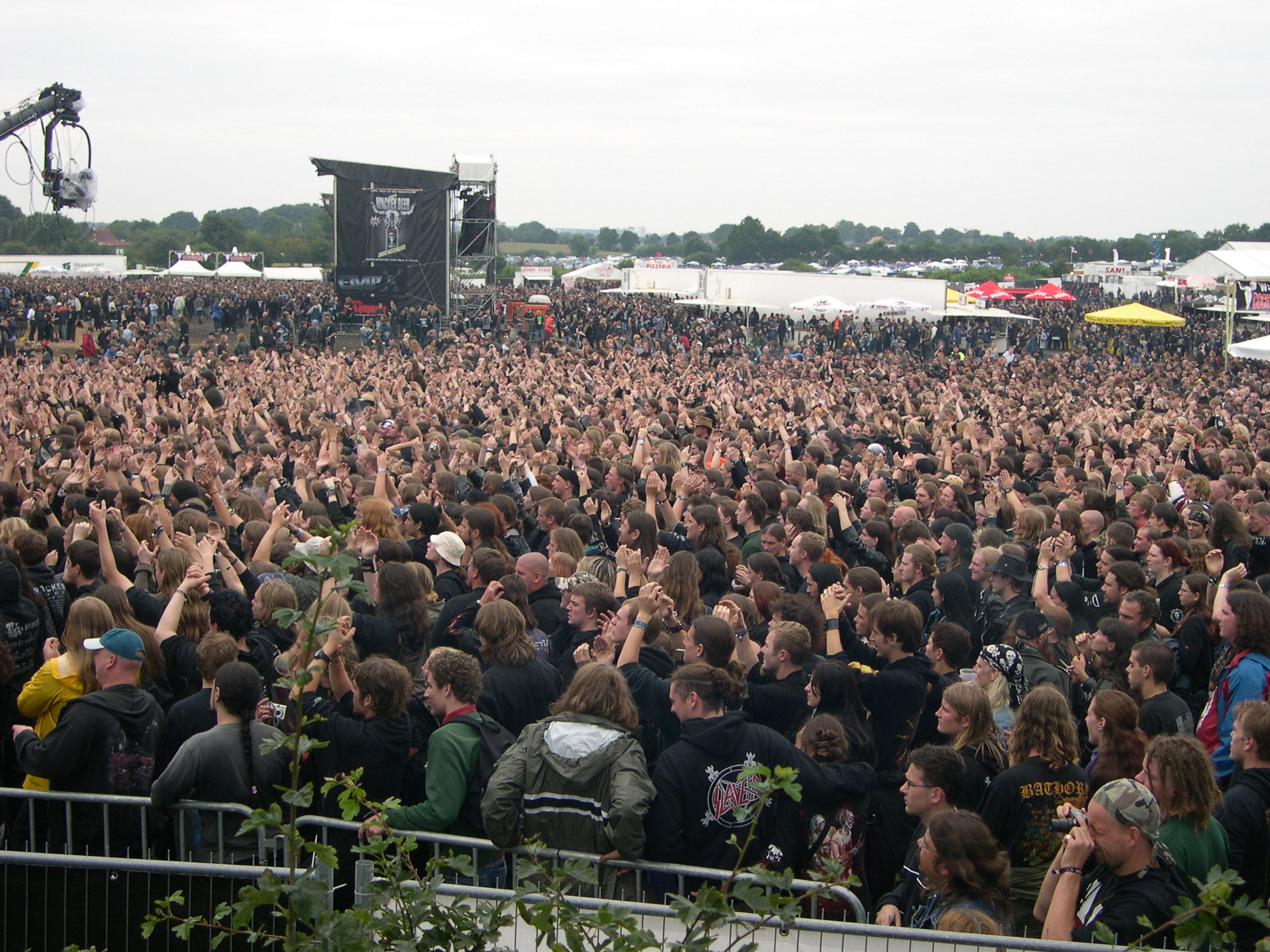

Wacken Open Air (W:O:A) — крупнейший в мире фестиваль тяжёлой музыки, проводимый ежегодно в предместьях городка Вакен, на севере Германии. WOA, или чаще просто «Wacken», является крупнейшим и неофициально считается главным метал-событием в мире. В 2006 году количество посетителей этого мероприятия превысило 60 тысяч. В настоящее время Вакен принимает более 85 тысяч посетителей ежегодно.
Впервые фестиваль был проведён в 1990 году при участии местных малоизвестных групп, но с каждым годом популярность росла, и к 1998 году Wacken стал фестивалем европейского, а затем и мирового уровня.
Современный «Wacken Open Air» проводится в первые выходные августа каждого года и официально длится три дня (по факту — четыре). Устанавливается семь (иногда восемь) сцен, на которых выступают свыше 80 музыкальных коллективов со всего мира.
Во время подготовки W:O:A 2012 был установлен рекорд: все 75 тысяч билетов на фестиваль были распроданы 29 ноября 2011 года, за 247 дней до его открытия, который был побит во время подготовки W:O:A 2013 21 сентября 2012 года. В 2013-м все билеты разобрали за двое суток, а в 2014 SOLD OUT произошёл уже через 12 часов после поступления билетов в продажу. SOLD OUT на фестиваль в 2020 году произошёл через 21 час. Были проданы все 75 тысяч билетов.